# Guaymango
Guaymango é um município do departamento de Ahuachapán, em El Salvador. Sua população estimada em 2007 era de 19 775 habitantes.[carece de fontes?]

## Cantões
Está dividido em quatorze cantões:
- Cauta Abajo
- Cauta Arriba
- El Carmen (Guaymango)
- El Escalón
- El Rosario (Guaymango)
- El Zarzal
- Istagapán
- La Esperanza (Guaymango)
- La Paz (Guaymango)
- Los Platanares
- Los Puentecitos
- Morro Grande (Guaymango)
- San Andrés (Guaymango)
- San Martín (Guaymango)

## Transporte
O município de Guaymango é servido pela seguinte rodovia:
- RN-15, que liga o distrito de Concepción de Ataco (Departamento de Ahuachapán) à cidade de Acajutla (Departamento de Sonsonate)
- AHU-19  que liga a cidade de Jujutla (Departamento de Ahuachapán)ao município de Acajutla (Departamento de Sonsonate)
- AHU-15  que liga a cidade de Apaneca ao município [1]